# 寺田寿
寺田 寿（てらだ ひさし、1950年9月16日 - ）は、北海道出身のプロゴルファー。

## 来歴
利尻高校卒業後の21歳からゴルフを始め、1975年にプロ入りすると、1976年のヤングライオンズでは最終日に68をマークして入江勉・高井吉春・野口茂と並んでの7位タイに入った。
1978年の関西オープンでは初日を井上久雄・渡辺修・川上実と並んでの8位タイでスタートし、2日目には寺本一郎と並んでの9位タイに着けた。
1986年には水戸グリーンオープンでは白石達哉・伊藤正己・橋本和夫を抑えて友利勝良の2位、1988年の同大会では松井利樹・佐々木久行と並んで青木基正の3位タイに入った。
1988年のデサント大阪オープンでは初日・最終日と共に2日連続で69をマークし、山本洋一・宮本省三・杉原輝雄に次ぐと同時に中村通を抑え、金山和雄と並んでの4位タイに入った。
1991年には関西PGAフィランソロピートーナメントタケダカップで優勝し、1995年のPGAフィランソロピートーナメントを最後にレギュラーツアーから引退。
2014年の関西プログランドシニアではショットが良いものの、グリーン上で緊張するなどパットの調子が悪かったが、1アンダー、プレーオフ2ホール目でバーディを獲り、グランド初優勝を決めた。
現在は所属する青山台ゴルフ倶楽部及び姉妹コースの篠山ゴルフ倶楽部でラウンドレッスン、付属の青山ゴルフ練習場にて個人レッスンを担当。

## 主な優勝
レギュラー
- 1991年 - ’91関西PGAフィランスロピートーナメントタケダカップ

シニア
- 2014年 - 関西プログランドシニア